# Caleta Valenzuela (Trinity-Halbinsel)
Die Caleta Valenzuela (spanisch; in Argentinien Caleta Saborido) ist eine Bucht auf der Südseite der Trinity-Halbinsel an der Spitze der Antarktischen Halbinsel. Sie liegt am südlichen Ende der Tabarin-Halbinsel zwischen Kap Burd und Kap Green.
Chilenische Wissenschaftler benannten sie nach dem Walfangschiff Almirante Valenzuela mit Heimathafen Punta Arenas, das 1906 in diesen Gewässern operierte. Namensgeber der argentinischen Benennung ist der argentinische Marineleutnant Lorenzo Saborido, Kapitän der Austral von 1905 bis 1906, die zuvor als 
Français dem Polarforscher Jean-Baptiste Charcot bei der Vierten Französischen Antarktisexpedition (1903–1905) gedient hatte.